# Château de Jörgenberg
Le château de Jörgenberg, appelé en allemand Burg Jörgenberg et en romanche Munt sogn Gieri, est un château fort en ruine, situé à Seth, sur le territoire de la commune grisonne de Waltensburg/Vuorz, en Suisse.

## Histoire
Le château de Jörgenberg est l'un des plus anciens châteaux mentionnés par écrit de la région : il est en effet référencé dans le testament de l'abbé Tello en 765, puis dans un polyptyque datant du milieu du IXe siècle. Il n'est plus ensuite référencé pendant quelques siècles pour réapparaître au XIVe siècle comme propriété des seigneurs de Friberg, une famille autrichienne.

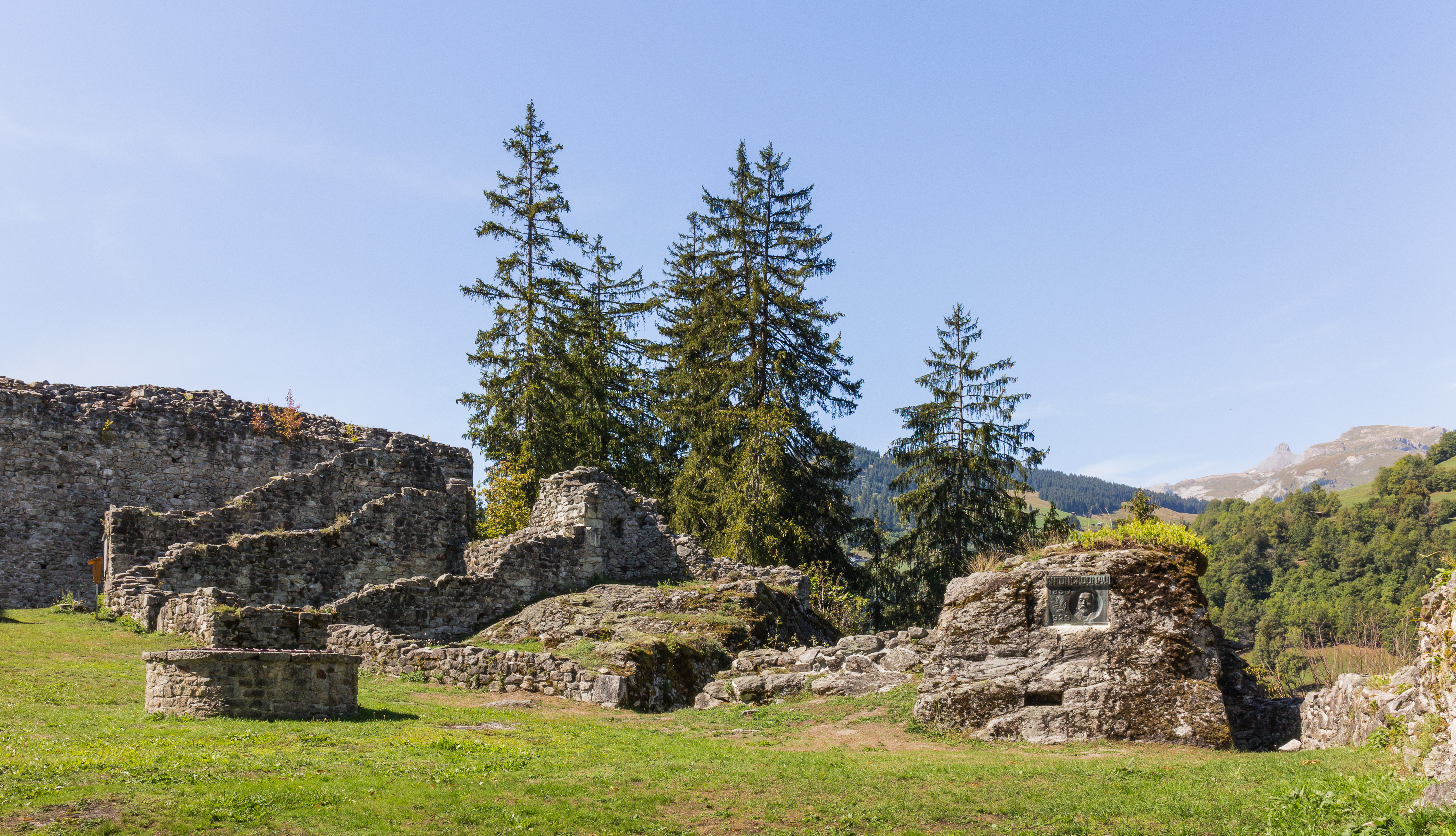
Ruines du château de Jörgenberg

Vers 1330, après la mort du dernier Friberg, la famille de Vaz revendiqua la possession du château et en pris possession par la force. Malgré une tentative de résistance avec l'aide de plusieurs familles locales, l'Autriche céda le château de Jörgenberg en fief à Ursule, dernière héritière de la famille de Vaz. Successeurs des Vaz, les comtes de Werdenberg vendirent le château à la famille de Rhäzüns en 1343. À la disparition de cette dernière famille, le château fut vendu en 1462 à l'abbaye de Disentis. Revenu à nouveau en 1539, le château resta habité jusque vers 1580 avant d'être abandonné et de tomber progressivement en ruines.
Les ruines du château sont inscrites comme bien culturel d'importance nationale.

## Sources
- (de) Cet article est partiellement ou en totalité issu de l’article de Wikipédia en allemand intitulé « Burg Jörgenberg (Waltensburg) » (voir la liste des auteurs).